# 东华街道 (石家庄市)
东华街道，是中华人民共和国河北省石家庄市桥西区下辖的一个乡镇级行政单位。

## 行政区划
东华街道下辖以下地区：
彭村社区、棉七社区、平北社区、平南社区、范东社区、元村社区和元南社区。